# Scopula tosariensis
Scopula tosariensis är en fjärilsart som beskrevs av Louis Beethoven Prout 1923. Scopula tosariensis ingår i släktet Scopula och familjen mätare. Inga underarter finns listade.